# 1936年ベルリンオリンピックのハンガリー選手団
1936年ベルリンオリンピックのハンガリー選手団（1936ねんベルリンオリンピックのハンガリーせんしゅだん）は、1936年8月1日から8月16日にかけてドイツの首都ベルリンで開催された1936年ベルリンオリンピックのハンガリー選手団、およびその競技結果。

## 概要
今大会は金メダル10個、銀メダル1個、銅メダル5個の合計16個のメダルを獲得した。

## メダル
| メダル | 選手名           | 競技 | 種目           |
| ------ | ---------------- | ---- | -------------- |
| 金     | イボヤ・チャーク | 陸上 | 女子走高跳     |
| 金     | フェレンツ・シク | 競泳 | 男子100m自由形 |